# Texelgroep
De Texelgroep (Duits: Texelgruppe, Italiaans: Gruppo di Tessa of Giogaia di Tessa) is een subgroep van de Ötztaler Alpen in het Italiaanse Zuid-Tirol.
De bergketen wordt in het zuiden begrensd door de Adige in het dal Vinschgau, in het oosten door het Passeiertal en in het westen door het Schnalstal. Ten zuidoosten van de Texelgroep ligt de Italiaanse stad Meran. In het noordwesten is de subgroep gescheiden van de rest van de Ötztaler Alpen door de dalen Pfossental en Pfelderer Tal.
De hoogste bergtop van de subgroep is de Roteck (3337 meter). De gehele bergketen is gelegen in het Naturpark Texelgruppe.
Veel van de oudsher Duitstalige geografische benamingen hebben gedurende de italianiseringspolitiek ten tijde van het fascistische bewind van Benito Mussolini een Italiaans equivalent gekregen. De Duitse en Italiaanse namen worden thans door elkaar gebruikt.

## Bergtoppen
- Roteck (Ital. Monte Rosso, Monterosso), 3337 meter
- Texelspitze (Ital. Cima Tessa), 3318 meter
- Hohe Weiße (Ital. Cima Bianca Grande), 3281 meter
- Trübwand (Ital. Croda di Ritorbo), 3264 meter
- Nördlicher Roter Kamp (Ital. Cima Rossa Nord), 3258 meter
- Südliche Rote Wand (Ital. Croda Rossa Sud), 3254 meter
- Südlicher Roter Kamp (Ital. Cima Rossa Sud), 3250 meter
- Lodnerspitze (Ital. Cima Fiammante), 3219 meter
- Nördliche Rote Wand (Ital. Croda Rossa Nord), 3184 meter
- Gfallwand (Ital. Croda del Tovale), 3175 meter
- Blaulackenspitze (Ital. Cima del Lago Azurro), 3173 meter
- Schwarzwand (Ital. Croda Nera), 3170 meter
- Auf dem Kreuz (ook: Blaulackenkopf, Ital. Alla Croce), 3163 meter
- Grafspitze (Ital. Cima della Grava), 3147 meter
- Gingglspitze (Ital. Cima Cenge), 3140 meter
- Hochkarjochspitze, 3098 meter
- Kirchbachspitze (Ital. Croda del Clivio), 3081 meter
- Schwarze Wand (Ital. Croda Nera), 3065 meter
- Kleine Weiße (Ital. Cima Bianca Piccola), 3059 meter
- Lazinser Rötelspitze (Ital. Cima Rossa), 3037 meter
- Schrottner (Ital. Croda Rotta), 3023 meter
- Zielspitze (Ital. Cima di Tel), 3006 meter
- Schnalsberg (Ital. Monte di Senales), 3001 meter
- Tschigat (Ital. Gigot), 3000 meter
- Kleiner Schrottner (Ital. Croda Rotta Piccola), 2998 meter
- Rötenspitze (Ital. Punta Rossa), 2875 meter
- Kolbenspitze (Ital. La Clava), 2868 meter
- Sefiarspitze (Ital. Monte Tavolino), 2846 meter
- Blasiuszeiger (Ital. Monte di Biagio), 2837 meter
- Plattenspitze (Ital. Punta delle Laste), 2828 meter
- Schieferspitze (Ital. Monte Lavagna), 2813 meter
- Schwarzkopf (Ital. Cima Nera), 2804 meter
- Erenspitze (Ital. Punta dell'Onore), 2756 meter
- Ulsenspitze (Ital. Punta di Ulsen), 2736 meter
- Schwarzkogel (Ital. Col di Vallarga), 2668 meter
- Spronser Rötelspitze (Ital. Cima Rossa), 2625 meter
- Mulsspitze (Ital. Monte Mules), 2621 meter
- Moosbichl (Ital. Col di Palù), 2541 meter
- Spitzhorn (Ital. Corno), 2528 meter
- Hochwart (Ital. Punta Alta), 2452 meter
- Sattelspitze (Ital. Monte Sella), 2426 meter
- Hütterberg (Ital. Monte delle Capanne), 2407 meter
- Hohe Wand (Ital. Croda Alta), 2358 meter
- Mutspitze (Ital. Monte Mutta), 2295 meter
- Muthspitze (Ital. Punta di Motta), 2264 meter
- Platterberg (Ital. Monte Piatto), 2230 meter
- Matatzspitze (ook: Matazspitze, Ital. Montaccio), 2179 meter

## Bergmeren
- Blaue Lacke, 3045 meter
- Pircher Lacke (ook: Muter Lacke), 3001 meter
- Eissee, 2696 meter
- Grafsee, 2693 meter
- Tablander Lacken, 2649 meter
- Schwarzsee, 2589 meter
- Ausserer Milchsee, 2540 meter
- Innerer Milchsee, 2540 meter
- Kesselsee, 2512 meter
- Schiefersee, 2501 meter
- Langsee, 2377 meter
- Grünsee, 2338 meter
- Mückenlacke (ook: Mückensee), 2335 meter
- Andelsalm Lacken, 2297 meter
- Erensee, 2291 meter
- Lacke in Varmazontal, 2232 meter
- Obisellsee, 2161 meter
- Pfitschersee, 2126 meter
- Kasersee, 2117 meter
- Faglsee, 2105 meter

## Berghutten
- Lodnerhütte (Ital. Rifugio Cima Fiammante), 2259 meter
- Zwickauerhütte, 2989 meter
- Stettiner Hütte (of Eisjöchlhütte) (Ital. Rifugio dell'Altissima), 2875 meter
- Oberkaseralm, 2131 meter
- Hochganghaus (Ital. Casa del Valico), 1839 meter
- Bauernhof Montfert, 1470 meter
- Obisellalm, 2160 meter
- Eishof, 2031 meter
- talloze andere hutten